# Dobrak
Dobrak (cyr. Добрак) – wieś w Bośni i Hercegowinie, w Republice Serbskiej, w gminie Srebrenica. W 2013 roku liczyła 90 mieszkańców.